# Physcomitrium herteri
Physcomitrium herteri är en bladmossart som beskrevs av Thériot 1941. Physcomitrium herteri ingår i släktet huvmossor, och familjen Funariaceae. Inga underarter finns listade i Catalogue of Life.